# Gerhard Küntzle (Diplomat)

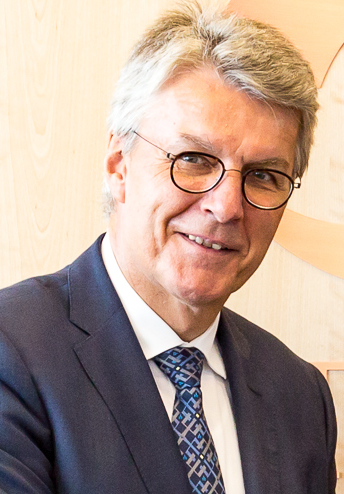
Gerhard Küntzle (2018)

Gerhard Küntzle (* 6. Mai 1955 in Bietigheim) ist ein deutscher Diplomat im Ruhestand. Er war zuletzt von 2018 bis 2021 Ständiger Vertreter der Bundesrepublik Deutschland bei den Vereinten Nationen und den anderen internationalen Organisationen in Wien. 

## Leben
Küntzle leistete nach dem Abitur Zivildienst bei der Karlshöhe Ludwigsburg und absolvierte danach ein Studium der Politikwissenschaft und Anglistik an der Universität Stuttgart, das er mit dem Staatsexamen abschloss. Während dieser Zeit absolvierte er Studienaufenthalte am renommierten Institut d’études politiques de Paris (Sciences Po) sowie an der Université Paris 1 Panthéon-Sorbonne. Zeitweise arbeitete er als Hilfslehrer in Bournemouth. 1986 trat er seinen Vorbereitungsdienst für den höheren Auswärtigen Dienst an und fand nach Beendigung der Attachéausbildung 1988 zunächst Verwendung als Protokollreferent im Auswärtigen Amt in Bonn. Danach war er zwischen 1989 und 1991 Konsul an der Botschaft in der Volksrepublik China sowie von 1991 bis 1995 Referent für UNICEF, UNHCR und UNRWA in der Abteilung Vereinte Nationen im Auswärtigen Amt.
Daran schloss sich zwischen 1995 und 1997 ein Verwendung im Office of Internal Oversight Services der Vereinten Nationen in New York City an, dem Amt für interne Aufsichtsdienste im UN-Sekretariat. Danach blieb Küntzle in New York City und war dort von 1997 bis 1999 als Mitarbeiter der Ständigen Vertretung Deutschlands bei den Vereinten Nationen zugleich deutscher Vertreter im Fünften Hauptausschuss (Verwaltungs- und Haushaltsausschuss) der Generalversammlung der Vereinten Nationen. Nach seiner Rückkehr war er zwischen 1999 und 2003 stellvertretender Leiter des Referats Haushalt des Auswärtigen Amtes in Berlin. Anschließend arbeitete er von 2003 bis 2004 als Fellow am Weatherhead Center for International Affairs der Harvard University und fungierte daraufhin zwischen 2004 und 2007 als Beauftragter für den Haushalt des Auswärtigen Amts in Berlin.
Danach war Küntzle von 2007 bis 2010 Gesandter an der Ständigen Vertretung Deutschlands bei der Organisation für Sicherheit und Zusammenarbeit in Europa (OSZE) in Wien sowie zwischen 2010 und 2012 Leiter für Organisation und Globalplanung im Auswärtigen Amt, ehe er von 2012 bis 2015
Beauftragter für Infrastruktur und Sicherheit des Auswärtigen Amt war.
Am 2. September 2015 wurde Küntzle Nachfolger von Julius Georg Luy als Botschafter und Leiter der Ständigen Vertretung beim Europarat sowie zugleich als Generalkonsul in Straßburg. Daraufhin ist er seit 2018 deutscher Botschafter bei der UN in Wien. 
Küntzle ist mit Susanne Vogel-Küntzle verheiratet und Vater von drei Kindern.